# 李基文
李 基文（イ・ギムン、이기문、1930年10月23日 - 2020年2月19日）は大韓民国の言語学者。平安北道定州郡出身。本貫は驪州李氏。無教会主義の活動家李賛甲（이찬갑）の次男、歴史学者の李基白（이기백）の弟、小説家の李仁星（이인성）の叔父に当たる。1953年にソウル大学校国文科卒。

## 主な著書
代表作に『国語史概説（국어사개설）』（1961年）などがある。